# Barh Azoum
Barh Azoum er et af de tre departementer, som udgør regionen Salamat i Tchad.
11°03′N 20°17′Ø / 11.05°N 20.28°Ø